# Bifilar-Sonnenuhr

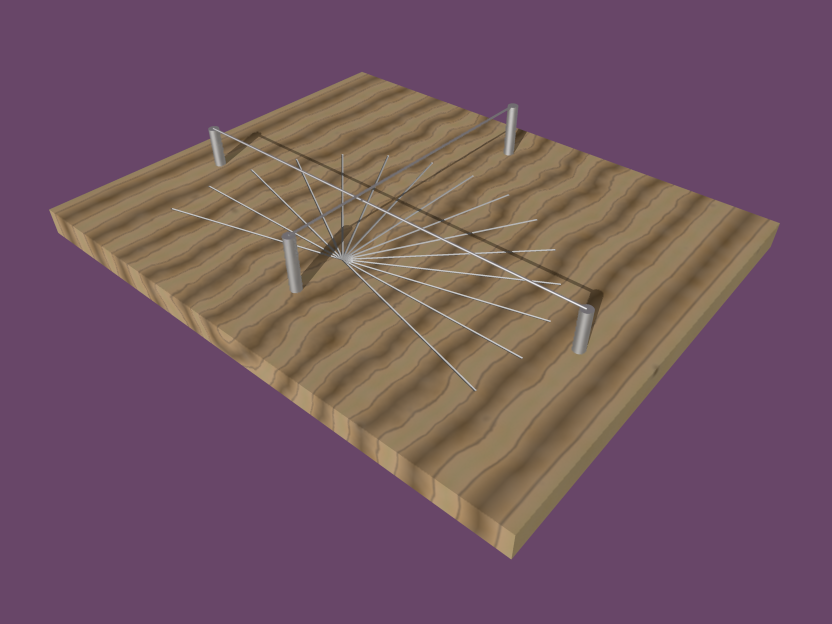
Horizontale Bifilar-Sonnenuhr mit homogenen Stundenlinien

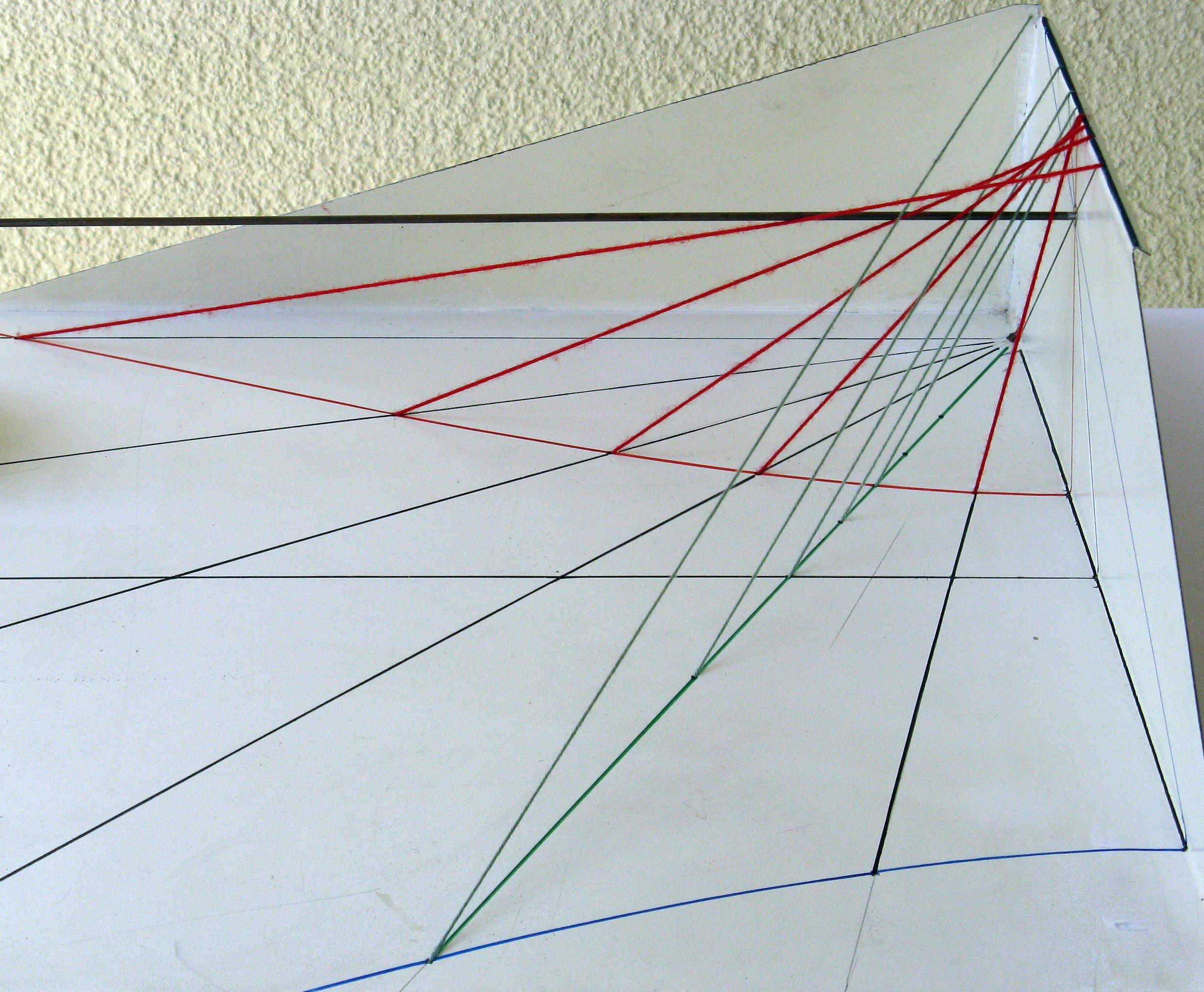
Horizontale Bifilar-Sonnenuhr mit homogenen Stundenlinien (Nachmittag), φ = 47°, N/S-Faden = Blech-Oberkante,
Sonnen/Schatten-Strahlen markiert
(rot: Tagesbahn (Sommersonnenwende), grün: Stundenlinie (II Uhr))

Die Bifilar-Sonnenuhr ist eine Sonnenuhren-Bauart, die der Mathematiklehrer Hugo Michnik 1922 vorstellte.
Als Schattenwerfer dienen zwei sich kreuzende, aber nicht schneidende Stäbe oder Fäden – Michnik nannte diese Sonnenuhr deshalb Bifilar-Sonnenuhr. Die Uhrzeit wird auf dem Zifferblatt vom Schnittpunkt der beiden Linienschatten angezeigt. Die hier angewendete Projektion ist eine Verallgemeinerung der bei Sonnenuhren mit Nodus als Schattenwerfer zugrunde liegenden gnomonischen Projektion. 
Michnik zeigte, dass das Bifilar-Prinzip für alle von Nodus-Sonnenuhren bekannten Möglichkeiten der Anzeige geeignet ist, also
- für den Stundenwinkel der Sonne als Uhrzeit,
- für die Deklination der Sonne, weil der Tagbogen als Funktion der Jahreszeit ersichtlich ist,
- für die Anzeige von Sternzeit, babylonischer und italienischer Stunden
- sowie für die Anzeige temporaler Stunden.

Die am häufigsten gebaute  Bifilar-Sonnenuhr ist jene mit homogenen Stundenlinien (siehe Abbildungen). Die Verlagerung der Schattenbildung vom Punkt (Nodus) auf zwei relativ zueinander und zum Zifferblatt in vielfältiger Weise positionierbarer Fäden erlaubt, eine Anordnung zu finden, bei denen die Stundenlinien wie die Großkreise mit der Sonne am Himmel in 15°-Winkelschritten aufeinander folgen. Beide Fäden sind zum Zifferblatt parallel. Der nähere Faden (Abstand {\displaystyle g}) hat Ost-West-Ausrichtung, der entferntere (Abstand {\displaystyle g_{1}}) bildet mit dem näheren in der orthogonalen Parallelprojektion auf das Zifferblatt einen rechten Winkel. Die bereits von Michnik für homogene Stundenlinien angegebene Bedingung lautet:
{\displaystyle {\frac {g}{g_{1}}}=\sin \varphi } .
Hierbei ist {\displaystyle \varphi } die geografische Breite des  Aufstellungsortes der Sonnenuhr.
Die Vielfalt, wie sich die Fäden anordnen lassen, ist Anreiz für eine große Zahl experimenteller Bifilar-Sonnenuhren. In der Regel wird damit eine bestimmte einzelne Anzeige möglich, nicht aber eine einfach anzufertigende Sonnenuhr geschaffen, die universell wie auch die Bifilar-Sonnenuhr mit homogenen Stundenlinien ist. Letztere hat gegenüber der Sonnenuhr mit Nodus den Nachteil der größeren Ost-West-Ausdehnung. Wegen der damit verbunden früheren Unschärfe des Schattenkreuzes ist die Anzeige am Morgen und am Abend eingeschränkter als bei der mit Nodus.